# Intel486DX

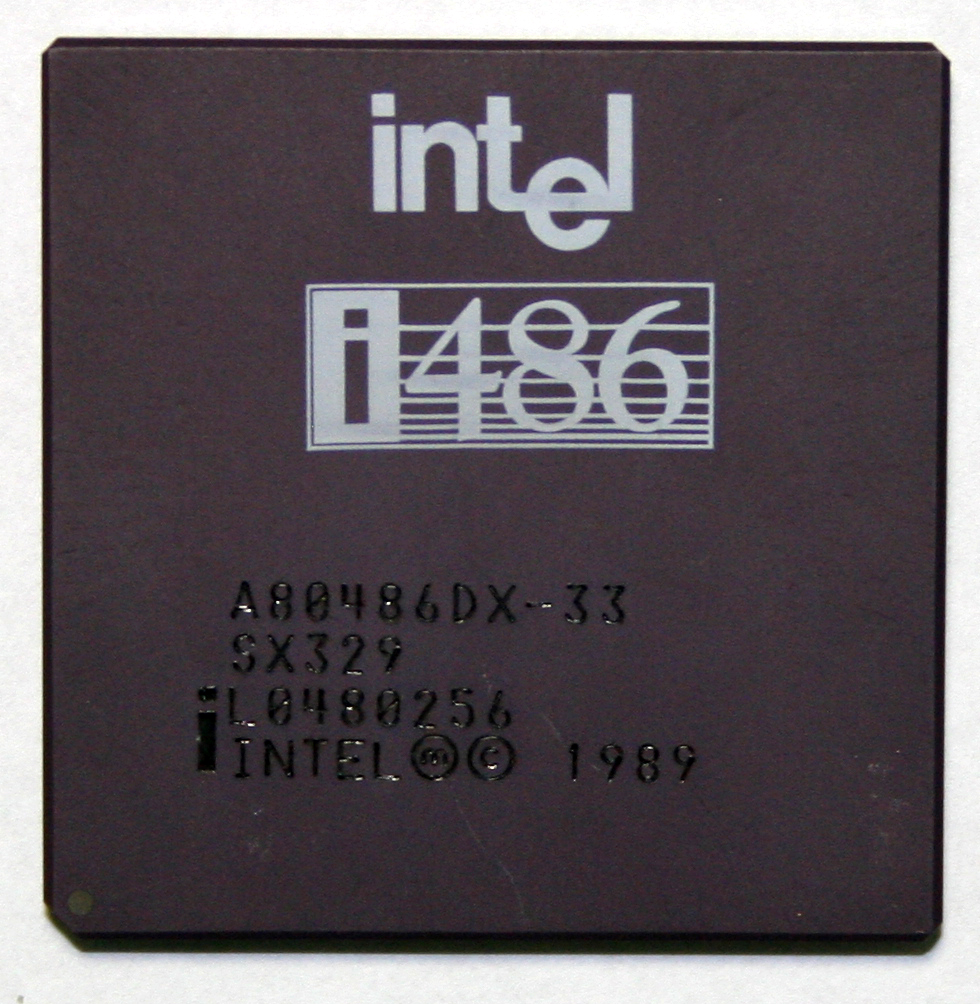
микропроцессор Intel 80486DX-33. Тактовая частота 33 МГц

Intel 80486DX (также известный как Intel 486DX или i486DX) — 32-разрядный процессор фирмы Intel, выпущенный 10 апреля 1989 года, первый процессор серии Intel 80486.

## Описание

Архитектура Intel486 DX2/DX4

Кристалл Intel 486DX содержит в себе АЛУ (арифметико-логическое устройство), сопроцессор (FPU), устройство управления памятью (MMU) и встроенный кэш-контроллер с памятью ёмкостью 8Кбайт, работающей по принципу сквозной записи (write-through).
Сопроцессор в Intel 486DX полностью совместим с сопроцессором Intel 80387DX, но его производительность примерно в два раза выше, за счёт того, что он работает синхронно с основным процессором и по сравнению с 387DX затрачивает на выполнение большинства команд вдвое меньше тактов. Кроме того уменьшились и задержки между сопроцессором и основным процессором, поскольку в результате включения FPU в кристалл уменьшилась длина шины между ними.
Система команд процессора аналогична системе команд процессора Intel 80386, плюс 5 новых команд. Вдобавок к этому процессор включал в себя полный набор инструкций сопроцессора Intel 387DX. Благодаря множеству улучшений ядра, процессор выполняет одну инструкцию в среднем за 2 такта.
Первым был выпущен процессор с тактовой частотой 25 МГц. Его стоимость в день анонса составляла 900 долларов. Позже были выпущены процессоры с частотами 33 МГц (7 мая 1990 года) и 50 МГц (24 июня 1991 года).
Первые процессоры Intel 486DX выпускались в корпусах типа PGA (имели в названии литеру «A», например, Intel A80486DX-50) и были рассчитаны на работу с напряжением питания 5 В. Позже были выпущены процессоры в корпусах типа QFP (PQFP или SQFP), которые имели напряжение питания 3,3 В.

## Intel 486DX SL-enhanced
C 21 июня 1993 года процессор обзаводится обновлённым ядром. Это ядро включало в себя множество механизмов, используемых в процессоре Intel 486SL, который вскоре после анонса был снят с производства. Однако, усовершенствования и нововведения варианта SL были учтены в модели 486DX, выпускавшейся с маркировкой SL Enhanced. Это ядро имело несколько отличий от старого, среди которых система снижения энергопотребления (SMM), возможность снижения частоты ядра до 0 МГц (технология Stop Clock) и другие технологии.
В рамках данной серии были выпущены процессоры с частотами 33 МГц и 50 МГц. Для отличия их от процессоров Intel 486DX, построенных на старом ядре, в маркировке процессора имелись символы «&E».

## Применение
Изначально процессор позиционировался как процессор для настольных ПК и серверов. Intel также выпускала ПК, построенные на процессоре Intel 486DX, например, MicroComputer Model 401, MicroSystem Series 4000 (рабочая станция) и другие. ПК на базе Intel 486 выпускала и IBM: IBM AT 486, IBM PS/2-90/95. Позже, после выхода более быстрых процессоров (Intel 486DX2, Intel DX4, Pentium и другие) процессор стал применяться во встраиваемой технике или, например, в качестве контроллера в сетевых платах.

## Технические характеристики
|                                                          | 486DX                                                        | 486DX SL-enhanced                                            |
| -------------------------------------------------------- | ------------------------------------------------------------ | ------------------------------------------------------------ |
| Кодовое имя                                              | P4                                                           | P4S                                                          |
| Дата анонса первой модели                                | 10 апреля 1989                                               | 21 июня 1993                                                 |
| Тактовая частота, МГц                                    |                                                              |                                                              |
| Ядро                                                     | 25, 33, 50                                                   | 33, 50                                                       |
| Системная шина (FSB)                                     | 25, 33, 50                                                   | 33, 50                                                       |
| Характеристики ядра                                      |                                                              |                                                              |
| Набор инструкций                                         | x86                                                          | x86                                                          |
| Разрядность регистров                                    | 32 бит                                                       | 32 бит                                                       |
| Объём виртуальной адресуемой памяти, Тб                  | 64                                                           | 64                                                           |
| Максимальный объём сегмента, Гб                          | 4                                                            | 4                                                            |
| CPUID                                                    | 4-0-x, 4-1-x                                                 | 4-0-x, 4-1-x                                                 |
| Разрядность шины адреса                                  | 32 бит                                                       | 32 бит                                                       |
| Разрядность шины данных                                  | 32 бит                                                       | 32 бит                                                       |
| Количество транзисторов, млн                             | 1,185                                                        | 1,185                                                        |
| Кэш L1, Кбайт                                            | 8                                                            | 8                                                            |
| Интерфейс                                                |                                                              |                                                              |
| Разъём                                                   | 486 Socket, Socket 1, Socket 2, Socket 3                     | 486 Socket, Socket 1, Socket 2, Socket 3                     |
| Корпус                                                   | 168-контактный PGA, 208-контактный SQFP, 196-контактный PQFP | 168-контактный PGA, 208-контактный SQFP, 196-контактный PQFP |
| Технологические, электрические и тепловые характеристики |                                                              |                                                              |
| Техпроцесс, нм                                           | 1000, 800 (модель 50 МГц)                                    | 1000, 800 (модель 50 МГц)                                    |
| Площадь кристалла, мм²                                   | 165, 81 (модель 50 МГц)                                      | 165, 81 (модель 50 МГц)                                      |
| Номинальное напряжение питания, В                        | 5 или 3,3                                                    | 5                                                            |
| Максимальное TDP, Вт                                     | 5                                                            | 5                                                            |